# GB 13000.1字符集汉字笔顺规范
GB 13000.1字符集汉字笔顺规范，编号（GF 3002—1999），是一个关于汉字书写笔画顺序的中国国家标准，规定了20,902个中日韓統一表意文字的序号式笔顺。这个标准由国家语言文字工作委员会于1999年10月1日颁布，2000年1月1日起实施，主要适用于汉字信息处理、辞书编纂、汉字教学与研究等领域。

## 簡介
GB 13000.1是一个中华人民共和国国家标准字符集，等同于国际标准 ISO/IEC 10646，即Unicode 1.1版本中的中日韩统一汉字集《信息技术 通用多八位编码字符集（UCS）第一部分：体系结构与基本多文种平面》，包含20,902个汉字，Unicode 编码范围为 4E00~9FA5。

## 相关概念
根据该规范的官方原件，相关术语定义如下：
- 笔画：构成楷书汉字字形的最小连笔单位。
- 笔形：笔画的形状。最基本的笔形有五种，其排列顺序是 ㇐(横)㇑(竖)㇓(撇)㇔(点)㇕(折)，分别用序号1、2、3、4、5表示。
- 部件：由笔画组成的具有组配汉字功能的构字单位。
- 笔画数：构成一个汉字或汉字部件的笔画的数目。
- 笔顺：书写每个汉字时笔画的顺序和方向。本规范采用序号式笔顺表示形式。例如，「札」字的筆順表示為 “１２３４５”（ ㇐㇑㇓㇔㇟）[4]

## 规范制定原则
本规范的制定以1997年发表的现代汉语通用字笔顺规范为基础， 综合考虑不同的源字集汉字的具体情况，分类确定20,902个汉字的规范笔顺。具体原则是
1. 其中的7,000个通用字，沿用通用字规范笔顺。如：大(134)、王(1121)、雨(12524444) 等。
2. 由通用字里出现过的整字或部件构成的字依据通用字规范笔顺确定其部件笔顺。如：蠚 (12213251 251214 251214; 若12213251，虫251214，虫251214）、児 (22511 35; 旧22511, 儿35)、熧 (332 3434 2134 4334, 参考：彳从走火) 等。
3. 结构方式与通用字相同的字，参照通用字规范笔顺确定其笔顺。如（括号内为通用字字例）： 學(3211343451145521, 辔)、虈（122251251132511134251251,彘）、図（2544341, 义）等。
4. 结构方式特殊的字，参考通用字相关整字或部件的规范笔顺确定其笔顺。如：赱（121434, 之）、丯（3332, 丰）、卐（5121, 卍）等。
5. 由四个基础部件组成的合成部件，基础部件完全相同或两两相同，按上下顺序确定笔顺。个别情况需综合各方因素予以确定。如：燚（4334433443344334, 先上后下）、槑（25125112341234, 先上后下）、臸（154121154121，先左后右）。
6. 有些繁体字，本着兼顾传统，并与港台尽量一致的精神确定其笔顺。如：鳥(32511154444)、門(25112511)、鬥(2112111212)等。
7. 日本、韩国专用字，依据中国汉字笔顺规范的制定原则确定其笔顺。如：弐	（111154, 弍㇐㇐㇀㇂㇔）、乄（54, 爻㇓㇔㇓㇏）、廃（413543341135, 无开）等。

## 笔顺表
该笔顺表共有五个栏目的内容，分别是序号、交换码、汉字、笔画数和笔顺。其中的交换码采用Unicode，编码从4E00（一）至9FA5（龥）。

## 外部連結
- 语信司. . www.moe.gov.cn.   [2024-07-01]. （原始内容存档于2022-08-09）.
- http://www.moe.gov.cn/jyb_sjzl/ziliao/A19/201001/t20100115_75631.html （页面存档备份，存于） GF3003-1999 GB13000.1字符集汉字字序（笔画序）规范